# Wrixum
Wrixum (frisó septentrional Wraksem, danès Vriksum) és un dels municipis de l'illa de Föhr (Illes Frisones) que forma part del districte de Nordfriesland, dins l'Amt Föhr-Amrum, a l'estat alemany de Slesvig-Holstein. Segons el cens de 2022 te una població de 561 habitants.

## Agermanaments
- Aub